# L'uomo senza volto (film 1993)
L'uomo senza volto (The Man Without a Face) è un film del 1993 diretto e interpretato da Mel Gibson, ispirato ad un romanzo di Isabelle Holland.

## Trama
Boston, fine anni sessanta. Il tredicenne Charles Nordstadt detto "Chuck" vive con la madre divorziata quattro volte e le due sorellastre. Suo padre, alcolizzato e insano di mente, ha abbandonato la famiglia e si è suicidato in un ospedale psichiatrico. Trascurato in famiglia, Chuck tenta il riscatto decidendo di iscriversi alla prestigiosa accademia militare di West Point, la stessa che aveva frequentato suo padre. Per entrarci deve superare un difficile esame e così chiede aiuto a Justin McLeod, un ex insegnante con la parte destra del volto sfigurata e altre ustioni sul torace, che vive solo ed emarginato da tutti in una sorta di villa-castello nel Maine. Justin McLeod accetta di diventare il suo maestro così i due diventano amici e iniziano a frequentarsi.
Il volto sfregiato dell'ex professore Justin McLeod è fonte di chiacchiere malevole da parte degli abitanti del villaggio, anche se nessuno sa che cosa sia successo. Così un giorno, McLeod confessa a Chuck la verità: il suo volto è stato sfigurato a causa di un incidente stradale che ha anche provocato la morte di un suo studente. Chuck svela a tutti che cosa è successo e quando la madre scopre che Chuck prende lezioni dal professor McLeod, lo accusa di aver molestato Chuck; nel villaggio infatti si è sparsa la voce che l'incidente sia stato causato dal fatto che McLeod stesse molestando il suo studente mentre erano in auto.
Chuck si confronta aspramente con McLeod, il quale confessa di non aver mai molestato lo studente morto, benché sia stato condannato a tre anni di carcere per omicidio colposo. Rinnovandosi le accuse di pedofilia McLeod non può più frequentare Chuck e i due smettono di vedersi, nonostante Chuck continui a volergli bene. Finita l'estate, Chuck riesce a superare l'esame grazie agli insegnamenti di McLeod e un giorno fugge dall'Accademia per andare a trovarlo ma scopre che questi ha lasciato la sua casa, lasciandogli una lettera di ringraziamento e una promessa di amicizia eterna. Quattro anni dopo, Chuck si diploma con ottimi voti e, mentre festeggia con gli altri studenti, riconosce sullo sfondo una figura che si allontana: Justin McLeod.

## Produzione
Le riprese del film si sono svolte quasi interamente nel Maine (con qualche scena ripresa nella Columbia Britannica in Canada) dal 3 agosto al 9 ottobre 1992.

## Distribuzione
Il film uscì negli USA il 25 agosto 1993 e in Italia il 5 novembre. Gli incassi sono stati di circa 25 milioni di dollari nel mercato nordamericano.

## Riconoscimenti
- Nomination ai Young Artist Awards 1994
  - miglior film drammatico per la famiglia
  - miglior attore giovane in un film drammatico (Nick Stahl)
  - miglior attrice giovane in un film drammatico (Gaby Hoffmann)